# Or Akiva
Or Akiva (hebreo: אוֹר עֲקִיבָא) es una ciudad del Distrito de Haifa de Israel. Según la Oficina Central de Estadísticas de Israel (CBS), a finales de 2004 la ciudad tenía una población de 15.800 habitantes.
- Datos: Q1814658
- Multimedia: Or Akiva / Q1814658